# 岡本貴也
岡本 貴也（おかもと たかや、1972年6月18日 - ）は、兵庫県神戸市出身の劇作家・舞台演出家。ドリームプラス株式会社所属。劇団ミュ主宰。

## 略歴
甲陽学院中学校・高等学校を卒業。
1995年、早稲田大学理工学部・応用物理学科を卒業。
1997年、早稲田大学院・生物物理学修了、理学修士号取得。後、出版社に勤務。
1999年、劇団「タコあし電源」を旗揚げ。執筆及び演劇活動を開始。
2000年、久世塾一期生。糸井重里賞受賞作で映像デビュー。ほぼ日刊イトイ新聞にて「21世紀の向田邦子をつくる」コーナー担当。
2001年、BS-iドラマ「ジャッジカフェ」にてテレビ脚本家デビュー。その後続けざまに『A side B』（長塚京三、阿部サダヲら）、『the Apartment』（西村雅彦、井上晴美）、『アイノウタ』（池内博之、つぐみら）、『ケータイ刑事_銭形愛』（宮崎あおいら）とBS-iにて連ドラを執筆。
2002年、TBS東芝日曜劇場『太陽の季節』（原作：石原慎太郎）で地上波ドラマの脚本家デビュー。
2003年、初の商業演劇『再起動ロッケンロー』を作・演出。
2004年、『阪神淡路大震災〜1.17、衝撃の事実。』を作・演出。現在これが劇団タコあし電源での最後の作品である。
2005年 - 2006年、【舞台｜阪神淡路大震災】と改題して初演台本をリニューアル、自主公演として全国巡演。8000人を動員し、全国各地のマスコミ各社より高い評価を受ける。戯曲全文と公演プロデュースやツアーの様子は『舞台 阪神淡路大震災 全記録』として三修社より出版された。
2007年より、デジタルハリウッド大学客員教授。
2010年2月、毎日放送テレビ『あり得ない!』第7話でテレビドラマ監督デビュー。
同年5月、初の本格小説『彼女との上手な別れ方』（小学館）で小説家デビュー。同9月に重版。のちに「想いのこし」として映画化。
同年5月、「朗読劇　私の頭の中の消しゴム」を脚本・演出し、以来、毎年公演している（2024年7月時点）。
2015年、朝劇「恋の遠心力」を作・演出し、以降ロングラン公演中（2024年7月現在）
2019年、短編映画を3本監督し、さぬき映画祭、立川名画座通り映画祭などで、多数の賞を獲得。
2024年、ミュージカル劇団【ミュ】旗揚げ。

## 人物
- 理系出身の脚本・演出家。
- 執筆が異様に早く、稽古開始日や締め切りに遅れたことはほとんどない。
- 防災士資格、上級救命講習、小型船舶一級免許、大型自動車免許、DTPエキスパート資格などを所持。
- 中学より写真と音楽を始め、出版社経験なども。
- 1995年に起きた兵庫県南部地震で実家が全壊判定。その時のショックと神戸にいなかったことへの自責の念が後の人生への原動力となる。
- 関西弁での軽妙なトークで知られ、舞台作品のDVD発売イベント等ではよくMCを担当。ピンボール・ドライブのライブでも「お葉書来てます」というMCが好評を博していた。

音楽家としては、バンド ピンボール・ドライブで、ギターとパーカッションを担当し（2006年8月まではこのバンドではドラムだった）、ライブハウスやイベント等で活動していた（2005年、MS Recordよりデビュー。2008年11月活動休止）。また自身が作・演出するミュージカルその他の舞台で使われる音楽も作詞を手がけている。
2010年11月、劇場型バンドKnot 4 saiLで作詞とギターを担当。全曲を著作権放棄し、全曲を無料ダウンロードできた。

## 主な作品

### 舞台（脚本・演出）
2025年
- 1月 音楽朗読劇「ひまわりの歌　ヘブンズ・レコードからの景色」神戸朝日ホール、朝日新聞ホール（出演：佐野晶哉、貴城けい、羽野晶紀、波岡一喜ほか）
- 3月 劇団ミュOp.3　ミュージカル『初恋　Sada Yacco: Japan's first actress』ウッディシアター中目黒（出演：清水彩花、高槻かなこ、米原幸佑、舟木健、坂田隆一郎、遠山裕介、三森千愛、大平あひる、山本芳樹、KENTARO、ほか）
- 5月「私の頭の中の消しゴム final letter」大手町よみうりホール

2024年
- 1月 劇団ミュOp.1　ミュージカル『Liebe　シューマンの愛したひと』シアター711（田中海咲、茅原実里、大山大輔、ほか）
- 4月「私の頭の中の消しゴム 15th letter」大手町よみうりホール
- 6月 朗読劇「恋空」シアター1010（出演：大原優乃・砂田将宏／松井愛莉・前田拳太郎／石井杏奈・安井謙太郎）
- 10月 劇団ミュOp.2　ミュージカル『추락 -墜落-』ウッディシアター中目黒（出演：阿部凜、野島華乃、辛源、榊原徹士、ほか）
- 11月 朗読劇「父と暮せば」シアター・トップス（出演：梶原善、鈴木絢音（途中降板）、西尾まり（代役出演））
- 12月 「朗読活劇　信長を殺した男 2024」銀座博品館劇場（出演：石黒賢、上地雄輔、佐藤日向、ほか）

2023年
- 1月「日中合作 音楽劇 李香蘭」（脚本・作詞）紀伊國屋サザンシアター（出演：西内まりや、松本梨香、安寿ミラほか）
- 1月「朗読劇 君の名前で僕を呼んで」恵比寿ガーデンホール（出演：醍醐虎汰朗、阿部顕嵐）
- 4月「朗読活劇 信長を殺した男 2023」東京芸術劇場シアターウエスト
- 4月「私の頭の中の消しゴム 14th letter」大手町よみうりホール
- 8月「音楽朗読劇 アシガール」豊洲ピット（出演：本田望結、増田俊樹、草川拓弥ほか）
- 10月「こえかぶ　朗読で楽しむ歌舞伎 〜雪の夜道篇」（脚本・演出）草月ホール（出演：諏訪部順一、福山潤、朴 璐美ほか）
- 11月「白虎隊　ザ・アイドル」（脚本・演出）シアター・サンモール（出演：高崎翔太、安里勇哉、山田ジェームス武、宮川一朗太ほか
- 12月「ヘルプミー」（作・演出）河口湖円形ホール（出演：茅原実里）

2022年
- 1月「フランケンシュタイン-cry for the moon-」紀伊國屋サザンシアター TAKASHIMAYA/COOL JAPAN PARK OSAKA TTホール 脚本担当（出演：七海ひろき、彩凪翔、岐洲匠、ほか）
- 1月「朝シェイクスピア　30分で分かるマクベス」（出演：河内大和、ほか）
- 1月「ヘブンズ・レコード＃2022」（コロナ禍により公演中止）
- 3月「Take Off!!!!」（劇団4ドル50セント公演・コロナ禍により中断）
- 5月「Take Off!!!!」再演（劇団4ドル50セント公演）
- 7月「私の頭の中の消しゴム 13th Letter」大手町よみうりホール
- 9月「朗読劇【陰陽師】恋ぞつもりて篇」 東京芸術劇場プレイハウス
- 10月「こえかぶ　朗読で楽しむ歌舞伎」木挽町ホール（出演：置鮎龍太郎＆細谷佳正・速水奨＆逢坂良太）
- 11月「りさ子のガチ恋♡俳優沼」ニッショーホール（出演：能條愛未、七星うら、ほか）演出
- 11月「大阪環状線 天満駅編 うちの家族は日本一やねん！」大阪松竹座（出演：佐藤江梨子、月亭八光ほか）脚本
- 12月「エドワード8世からのラブレター 〜マルゲリッツ・アリベールは、有罪か、無罪か？」

2021年
- 4月「WELL　井戸の底から見た景色」新宿村LIVE（出演：藤原祐規、上西恵、松岡里英、ほか）
- 5月「私の頭の中の消しゴム 12th Letter」（無観客・生配信）
- 11月「朗読活劇　信長を殺した男」神田明神ホール
- 12月「アウフヘーベンの牢獄」オンライン

2020年
- 5月「朗読劇　私の頭の中の消しゴム　Special Letter」（ネット配信）
- 7月「ひとりしばい　ー断ー」（生配信）（出演：荒牧慶彦）
- 8月「LOCKDOWN」新宿村LIVE（出演：柳ゆり菜、和田瞳、結木さくら、ほか）
- 10月「死ヌ事典」中野ザ・ポケット（出演：和合真一、佐藤さくら、ほか）
- 10月「朗読劇　世界が記憶であふれる前に　vol.0」六本木EXシアター（出演：梶裕貴、甲斐田裕子）

#### 2019年
- 4月「森口瑤子 朗読劇」新宿角座
- 6月「LIVE×舞台 プリラジ」（脚本）築地本願寺ブディストホール
- 6月「朗読劇 私の頭の中の消しゴム 11th letter」大手町よみうりホール
- 9月「暗転セクロス」新宿村LIVE、インディペンデントシアター2nd
- 9月「音楽朗読劇 ヘブンズ・レコード 〜青空篇」有楽町よみうりホール、神戸松方ホール

#### 2018年
- 5月「朗読劇 私の頭の中の消しゴム 10th letter」大手町よみうりホール
- 10月「音楽朗読劇 ヘブンズ・レコード 〜青空篇」有楽町よみうりホール、神戸松方ホール

#### 2017年
- 7月「朗読劇 陰陽師　——藤、恋せば篇」新宿FACE、六行会ホール
- 12月「音楽劇　夜曲」（脚色。原作：横内謙介／演出：西田大輔）東京芸術劇場プレイハウス
- 3月「花・虞美人」赤坂ACTシアター、名古屋芸術劇場、森ノ宮ピロティほか
- 8月「朗読劇 私の頭の中の消しゴム 9th letter」サンシャイン劇場

#### 2016年
- 4月「人間風車 」六行会ホール（作；後藤ひろひと）
- 5月「朗読劇 私の頭の中の消しゴム 8th letter」天王洲 銀河劇場
- 8月 「若様組まいる」天王洲銀河劇場[1]

#### 2015年
- 8月「しっぽのなかまたち4」全労済スペース・ゼロ（脚本＝江頭美智留、岡本貴也、広田弘毅）
- 5月「朗読劇 私の頭の中の消しゴム 7th letter」天王洲 銀河劇場
- 6月「探偵シリーズ 元カレ」（演出）（和田琢磨、安川純平、高垣彩陽、秋元龍太朗、ほか）六行会ホール
- 1月「 惡 」紀伊國屋ホール（高岡奏輔、陳内将、西丸優子、川上ジュリア、青柳累斗、羽場裕一）
- 1月「プロモーターズ！〜セカンドチャンス」（脚本）スタジオアルタ（劇団メイカーズ旗揚げ公演）
- 8月〜 朝劇「恋の遠心力」西新宿GLASS DANCE（岩井七世、白倉裕二、西郷豊、レノ聡、津賀保乃、野村龍一、木村昴)
- 3月「最後のサムライ」演出＝イヴァン・キャブネット(Evan Cabnet）天王洲 銀河劇場（市原隼人、徳山秀典、中村誠治郎、阿久津愼太郎、オレノグラフィティ、岡本玲、久ヶ沢徹、ソニン、永島敬三、他）

#### 2014年
- 10月「暗転セクロスw」上野ストアハウス (松本慎也、南圭介、堀江一眞、粕谷佳五、田中涼子、大橋てつじ、渡辺瞳、橘輝、山岸彩子、光希沙織、鈴木じゅんち、竹岡常吉、龍野りな、清瀬やえこほか、完全ダブルキャスト)
- 6月「朗読劇 私の頭の中の消しゴム 6th letter」天王洲 銀河劇場
- 4月 「キスしてほしい。」(再々演) 演出＝中村隆天（劇団浪漫狂）紀伊國屋ホール
- 1月「俺たちの明日」紀伊國屋シアター (古川雄輝、谷内伸也、廣瀬智紀、広瀬友祐、友常勇気、神永圭佑、橘輝、斎藤健二、野田孝之輔、野村宏伸)

#### 2013年
- 11月「朗読劇 しっぽのなかまたち3」天王洲銀河劇場
- 10月「暗転セクロス」池袋シアターKASSAI（渡辺和貴／鈴木ゆき、斎藤健二、長谷川桃／醍醐直弘、寺島愛、秋山直太朗、鳥羽まなみ、井関友香、岡野優介、原浩史、杉本笑美、荒川佳、坂本あすみ／小森敬仁、角島美緒／永田彬）
- 6月「朗読劇 私の頭の中の消しゴム 5th letter」天王洲銀河劇場
- 4~5月「朗読劇 しっぽのなかまたち2」恵比寿エコー劇場

#### 2012年
- 12月「MEN ON STYLE」全労済ホールスペース・ゼロ（入江甚儀、市川知宏、竜星涼、福士蒼汰、山本涼介、永瀬匡）
- 12月「朗読劇 しっぽのなかまたち」全労済ホールスペース・ゼロ
- 10月 「ラフカット2012」『血婚式』演出＝堤泰之　全労済ホールスペース・ゼロ（海老沢英紀、大西洸一郎、鈴木克昌、木村ゆめこ、小早川知恵子、寺島愛、豊里歩美、松本美樹）
- 9月「理系ヲタが、船上で恋する確率」新国立劇場(小劇場)（小澤亮太、平野良、春川恭亮、松田凌、大沢ひかる、五十嵐麻朝、中島愛里、原さち穂／若尾哲平、山本順子／叶千佳、植本潤)
- 7月「朗読劇 私の頭の中の消しゴム」シアター・ドラマシティ
- 5月 ミュージカル「源氏物語×大黒摩季songs〜ボクは、十二単に恋をする〜(再演)」天王洲 銀河劇場（紫吹淳、中澤裕子、AKINA、大河元気、川上ジュリア、須藤温子、折井あゆみ、鈴木拡樹、杏さゆり、DAIZO、山口賢貴、仲原舞、ダンドイ舞莉花、岡崎大樹、長谷川紀子、赤澤ムック、岸田敏志）
- 2012年5月「朗読劇 私の頭の中の消しゴム 4th letter」天王洲銀河劇場
- 3月「朗読劇 私の頭の中の消しゴム」名鉄ホール 大ホール
- 2月「秋葉原女子学生会館」エコー劇場(あだちあさみ、沖田桃果、桐山菜穂、佐藤海弘、澤田渚、篠崎友里、鈴木まりこ、鈴木美園、谷更紗、仲原舞、根本玲那、水神ほたる、水希、森崎葉子、吉原小百合)
- 10月「4STRIKE」（演出）新宿FACE（佐藤永典、藤原祐規、宮下雄也、中河内雅貴／杵鞭麻衣、押田健史）

#### 2011年
- 9月「愛が殺せとささやいた」草月ホール (水沢アキ、加藤和樹or藤田玲(Wキャスト)、宮川一朗太、三上市朗、松本慎也、鈴木拡樹、粕谷佳五、鮎川太陽、原絵里)
- 5月「朗読劇　私の頭の中の消しゴム 3rd letter」天王洲銀河劇場
- 5月 「タンブリング vol.2」（演出＝TETSUHARU）赤坂ACTシアター、名古屋御園座、大阪BLABA、有楽町フォーラム
- 4月「新・日ノ丸レストラン」あうるすぽっと（古屋敬多、中別府葵、橋本淳、郷本直也、広澤草、宮平安春、とっきー、八神蓮、迫田圭司、タモト清嵐、肘井美佳）
- 12月「真田十勇士 〜僕らが守りたかったもの」（演出）（出演:稲葉友、新垣里沙、下村尊則、忍成修吾、ほか) 天王洲 銀河劇場
- 3月「舞台版 華鬼」（演出）銀座・博品館劇場（出演:林明寛、葉月あい、鯨井康介、土屋シオン、三田村春奈ほか)

#### 2010年
- 10月 ミュージカル「源氏物語×大黒摩季songs〜ボクは、十二単に恋をする〜」天王洲銀河劇場（紫吹淳、駒田一、中澤裕子、宇野実彩子(AAA)、青柳塁斗、鈴木勝吾、須藤温子、黒木マリナ、松下萌子、小野賢章、川上ジュリア(JURIAN BEAT CRISIS)、大月さゆ、SHUN、飯尾麻耶、DAIZO、柿弘美、阿部みさと）
- 9月「朗読劇　私の頭の中の消しゴム 2nd letter」天王洲銀河劇場
- 5月「朗読劇　私の頭の中の消しゴム」ル テアトル銀座
- 3月「白虎隊 ザ・アイドル」全労済ホールスペース・ゼロ（前田公輝、橋本淳、佐藤雄一、鈴木拡樹、滝口幸広、篠田光亮）
- 11月「Promoters!(プロモーターズ！)」（脚本）恵比寿・エコー劇場（劇団浪漫狂）
- 5月 「キスしてほしい。」（脚本）演出＝中村隆天（劇団浪漫狂）　俳優座劇場
- 1月 「KIng of the Blue」（脚本）演出＝上島雪夫　ル テアトル銀座
- 7月「舞台版 華鬼」（演出）（出演:林明寛、葉月あい、平野良、三田村春奈ほか)シアターグリーン・ビッグツリーシアター

#### 2009年
- 10月「abc〜青山ボーイズキャバレー」青山円形劇場（青柳塁斗、天野博一、飯野雅彦、石川雅宗、入山学、小笠原大晃、小野賢章、笠原秀幸、加藤良輔、齋藤ヤスカ、清水順二、DAIZO、永岡卓也、仲原裕之、中村誠治郎、福山聖二、森新吾、森大、渡部紘士）
- 1月「DUST」アコースティック・ミュージカル（永山たかし、米原幸佑、渡辺夏菜、佐藤雄一、別府あゆみ、古屋暢一、田上ひろし、音楽：暮部拓哉）新国立劇場 小劇場
- 6月 PureBoys act.3「7 Color Candles」（作:堤泰之、出演:PureBoys、小宮孝泰、ほか)池袋サンシャイン劇場

#### 2008年
- 10月 「斜塔〜シャトウ〜」（荒木宏文、肘井美佳、八戸亮、柄谷吾史、笹峯あい、黒木マリナ、Shun、Daizo、袴田裕幸、永山たかし）新国立劇場 小劇場
- 9月 「3」（滝川英治、高木稟、仁科克基、西川風花ほか）銀座みゆき館劇場
- 7 - 8月「台風14号 もんしろ」（大河元気、桐山漣、佐藤美貴、渋谷亜希、清水順二、ジャスミン、タイソン大屋、滝口幸広、中井出健、中川真吾、森若香織）東京芸術劇場 小ホール1、大阪・心斎橋そごう劇場
- 1月 「キスしてほしい。」（岡本貴也プロデュース公演）東京・笹塚ファクトリー

#### 2007年
- 10月 「スイッチを押すとき」2007年公演（永山たかし、肘井美佳、MITSU、柳下大、神崎詩織、桐山漣、吉田友一、黒田アーサー）新国立劇場 小劇場
- 1月 ミュージカル「研修医魂」（森本亮治、與真司郎、 河合龍之介、北村栄基、津田寛治ら）ル テアトル銀座

#### 2006年
- 11月 DIAMOND★DOGS「COLLECtions」（ミュージカル）銀座博品館劇場
- 7月 「スイッチを押すとき」（永山たかし、肘井美佳、相葉弘樹、菅原卓磨、MITSU、田上ひろし）青山円形劇場
- 5月 DIAMOND★DOGS「MIRACLEs(コント分)」 銀座博品館劇場
- 2月 S→←NプロデュースVol.1「プロモーターズ！」 天王洲スフィアメックス

#### 2005年
- 10月～2006年6月 【舞台｜阪神淡路大震災】東京芸術劇場ほか全国巡演
- 11月 DIAMOND★DOGS「OPERAtions」（ミュージカル）銀座博品館劇場
- 4月 DIAMOND★DOGS「JEALOUSY(コント分)」銀座博品館劇場
- 9月 「日ノ丸レストラン舞台版」(再演) 演出＝森田空海（三津谷葉子ほか）東京芸術劇場 小ホール1

#### 2004年
- 7月 「阪神淡路大震災 〜1.17、衝撃の事実。」東京・中野劇場MOMO（劇団タコあし電源第11回本公演として）
- 5月 ZASH公演「再起動ロッケンロー」(再々演) 銀座博品館劇場
- 5月 劇団SET・野崎数馬 Prd.公演「司会者」演出＝野崎数馬　目黒ウッディシアター
- 2月 「日ノ丸レストラン舞台版」演出＝森田空海（チューヤン、すほうれいこ、新谷真弓、弓削智久、野崎数馬、各務立基、松井和美ら)

#### 2003年以前
- 2003年10月 ZASH公演「再起動ロッケンロー」(Consoleの再演) シアターＶアカサカ 共同演出 須賀大観
- 2003年5月 CREW公演「Console」(初演)演出＝渡辺健　シアターＶアカサカ
- 2003年夏 「おとつれせん「校庭2万メートル」」（野崎数馬、荻野美佳、志田健治)下北沢空間リバティ
- 1999〜2004年　劇団タコあし電源 全11作品

### 舞台（プロデュース）
- 2008年1月 「キスしてほしい。」東京・笹塚ファクトリー
- 2005年1月 「面接の人達2006」（岩下貴子、桜井聖、荻原政樹、SET川口直人、SET住吉玲奈、大木凡人(映像出演)ら）東京・中野劇場MOMO

### テレビドラマ（脚本）
- 2018年5月 フジテレビ　世にも奇妙な物語「フォロワー」（白石麻衣ら）
- 2016年12月 TBS系列 月曜名作劇場「税務調査官・窓際太郎の事件簿31」
- 2016年4月　朝日放送 土曜ワイド劇場「温泉マル秘大作戦17」
- 2015年10月　テレビ朝日 ドラマスペシャル「ハッピー・リタイアメント」 浅田次郎原作（佐藤浩市、石田ゆり子、石黒賢、竹中直人、八嶋智人、菊池桃子、梅沢富美男、浅野温子、大東駿介、真野恵里菜、他）
- 2015年10月〜　テレビ朝日 AKBホラーナイト「アドレナリンの夜」シリーズ
- 2015年9月　テレビ朝日 ドラマスペシャル「名探偵キャサリン」（シャーロット・ケイト・フォックス、谷原章介、尾上松也、高岡早紀、宇梶剛士、里見浩太朗、他）
- 2015年8月　テレビ朝日 戦後70年ドラマスペシャル「妻と飛んだ特攻兵」（堀北真希、成宮寛貴、國村隼、杉本哲太、小西真奈美、羽田美智子、八嶋智人、荒川良々、高島礼子、他）
- 2015年1月　NHK総合テレビ 阪神淡路大震災20周年「二十歳と一匹」（菅田将暉、足立梨花、桐山照史、高橋努、風吹ジュン、小林薫、本田博太郎、他）
- 2014年4月〜NHK総合テレビ 木曜時代劇「銀二貫」(林遣都、芦田愛菜、津川雅彦、松岡茉優、塩見三省、いしのようこ、石黒賢、風間俊介、山口智充)
- 2012年4月〜 BS朝日「悪夢のドライブ」（小澤亮太、中尾明慶、竹富聖花ら）
- 2010年2月 毎日放送「あり得ない!」第7話（徳山秀典、秋元才加（AKB48）、藤岡みなみら）
- 2006年12月 関西テレビ「関ジャニ∞青春ドラマシリーズ」「ダイブ・トゥ・ザ・フューチャー」（村上信五、安田章大、錦戸亮ら）
- 2006年12月 東海テレビ「紅の紋章」（酒井美紀、山口馬木也、小嶺麗奈、川久保拓司、小木茂光ら）
- 2005年3月 NHK教育テレビ「中学生日記」卒業スペシャル「忘れたくないっ」
- 2004年9月 フジテレビ　世にも奇妙な物語「空白の人」（瀬戸朝香ら）
- 2004年3月 フジテレビ　世にも奇妙な物語「自分カウンセラー」（井ノ原快彦ら）
- 2004年2月 よみうりテレビ「乱歩R」（藤井隆、本上まなみ、大滝秀治、柳葉敏郎、井川遥ら）
- 2002年10月〜 BS-i「ケータイ刑事_銭形愛シリーズ」（宮崎あおい、山下真司ら）
- 2002年7月〜 TBS「太陽の季節」（滝沢秀明、池脇千鶴、森本亮治ら）
- 2002年4月〜 BS-i「アイノウタ」（池内博之、つぐみ、大森南朋ら）
- 2001年10月〜 BS-i「The Apartment」（西村雅彦、井上晴美、入江雅人ら）
- 2001年4月〜 BS-i「A side B」（高田純次、長塚京三、岡田義徳、阿部サダヲら）
- 2001年1月〜 BS-i「Judge Cafe」（麻生祐未、佐々木蔵之介、阿部サダヲ、大浦龍宇一ら）[2]

### テレビドラマ・ネットドラマ（監督）
- 2020年 ネットドラマ「私はだれですか？」全20話（福田沙紀、秋元龍太朗、中村守里、キンタロー。ほか）
- 2020年 ネットドラマ「Stay Homer」全2話（辰巳琢郎、柳ゆり菜、ほか）
- 2010年2月 毎日放送「あり得ない!」第7話（徳山秀典、秋元才加（AKB48）、藤岡みなみら）

### 映画（脚本のみ）
- 2014年11月「想いのこし」平川雄一朗監督（岡田将生、広末涼子、鹿賀丈史、木南晴夏)
- 2014年3月「俺たちの明日」中島良監督（眞木大輔、大東駿介、中尾明慶、谷内伸也(Lead)、橋本一郎、佐藤大樹、内倉憲二、高柳明音、森下能幸、鈴木裕樹、裵ジョンミョン、池岡亮介、大西武志、黒田恵未、城戸愛莉、佐津川愛美、中村靖日、武田真治、平田満）
- 2011年 「スイッチを押すとき」中島良監督（小出恵介、水沢エレナ、佐野和真、真司郎(AAA)、阪本奨悟、太賀、菅野莉央、福士誠治、鈴木砂羽、小倉久寛、田中哲司、西村雅彦）
- 2009年 「だから俺達は、朝を待っていた」内田英治監督（公開無期延期）
- 2008年 「僕らの方程式」内田英治監督（中村優一、中別府葵、相葉弘樹、兼子舜、桐山漣、三浦涼介、永山たかし、KYOHEI、東山光明、柳沢慎吾ら）
- 2007年 「I am a HERO.」Web映画（林泰文、坂井真紀、石橋奈美、鈴木海智、佐野大樹、中村隆天）
- 2006年 「My Favorite Girl -the movie-」DVD映画（WaT主演）
- 2005年 「Callng you」DVD映画。片岡K監督（戸田恵梨香 主演）
- 2004年 「恋文日和」オムニバスの一編、「便せん日和」高成麻畝子監督（中越典子、大倉孝二ら）
- 2004年 「日ノ丸レストラン」短編。森田空海監督 Ｄシネマ国際コンペティション特別上映作品
- 2003年 「ジブンナリ」短編。村松亮太郎監督（デーモン小暮閣下主演）ワールドフェストヒューストン国際映画祭 ゴールドアワード、ほか多数受賞

### 映画（監督・脚本）
- 2019年 短編「YELLOW」（48時間映画祭（The 48 Hour Film Project））にて台詞賞、アクション賞、観客賞3位、のトリプル受賞）（出演：永岡卓也、関谷真由ほか）
- 2019年 短編「second」（立川名画座通り映画祭にて、審査員特別賞、あしたのSHOW賞のW受賞）（出演：佐々木道成、ほか）
- 2019年 短編「王子様のハンカチ」（さぬき映画祭2019にて、7位受賞。立川名画座通り映画祭にて、あしたのSHOW賞）
- 2003年 長編「キッチンタイマー」（原田佳奈、目加田泰成、吉村涼、星遙子、木下ほうか、宝来みゆき、佐藤二朗ら）

### 小説・戯曲本・書籍
- 2024年「浄るり心中　竹本義太夫伝」（幻冬舎）文庫。
- 2022年「竹本義太夫伝　ハル、色」（幻冬舎）単行本。
- 2020年「運命の人を見つけた、ら」（小学館）単行本。
- 2016年「世界が記憶であふれる前に」（小学館）単行本。のちに文庫化。
- 2014年「神様の休日 僕らはまためぐり逢う」（幻冬舎）単行本。
- 2013年「天使と魔物のラストディナー（文庫版）」解説（幻冬舎）
- 2010年「朗読劇 私の頭の中の消しゴム」（主婦の友社）
- 2010年「彼女との上手な別れ方」（小学館）単行本。のちに文庫化、映画化。
- 2008年「スイッチを押すとき（文庫版）」解説（角川書店）
- 2006年「舞台 阪神淡路大震災 全記録」（三修社）
- 2005年「婿に行きたい」共著（講談社）

### CD
- 2010年11月Knot 4 saiL「非売品」
- 2008年6月ピンボール・ドライブ「Triday」
- 2006年11月ピンボール・ドライブ「Acoustic Express」(MS Record)
- 2006年7月ピンボール・ドライブ「ビーム」(MS Record)
- 2005年9月ピンボール・ドライブ「and ROLL」(MS Record)

### 作詞
- 2017年3月「花・虞美人」（ミュージカル）
- 2009年3月「ずっと言いたかったこと」（歌：金子麻美）
- 2009年1月 アコースティックミュージカル「DUST」オリジナル全楽曲
- 2008年6月 ピンボール・ドライブオリジナルアルバム「Triday」3曲
- 2008年1月「夕暮れの向こう」（歌；近藤陽一郎　舞台「キスしてほしい。」オリジナル楽曲）
- 2007年11月「東京行き」（歌：金子麻美）
- 2007年5月「研修医魂」（ミュージカル「研修医魂」オリジナル楽曲20曲）
- 2007年6月「ポストウーマン」（落合祐里香 アルバム「羽化-UKA-」9曲目収録、プラナ）
- 2007年8月「ディッキーエックスのテーマ」（Web Movie 「I am a HERO.」主題歌）

### ラジオ
- 2007年4月 - 2008年4月 FMながおか「ピンボール・ドライブのPAPATTO Radio!?」（隔週金曜日19:30 - ）レギュラー出演、放送作家、ディレクター
- 2015年〜 レインボータウンFM大江戸放送局「クリスタル ズーランド」第二月曜レギュラー